# Komisja Tymczasowa Okresu Przejściowego
 Komisja Tymczasowa Okresu Przejściowego – utworzona została 2 sierpnia 1972 r. na okres przejściowy jako organ doradczy Prezydenta Rzeczypospolitej i Rządu do wyboru Rady Rzeczypospolitej. Skład Komisji powołany został 1 sierpnia 1972 r., 28 grudnia 1972 r. powiększono liczbę członków Komisji do 20. Została rozwiązana 20 czerwca 1973 r. w związku z powołaniem Rady Narodowej Rzeczypospolitej Polskiej

## Członkowie Komisji Tymczasowej Okresu Przejściowego[4]
| Lp | Nazwisko               | Uwagi                    |
| -- | ---------------------- | ------------------------ |
| 1  | Adam Ciołkosz          |                          |
| 2  | Cezary Czerniakowski   |                          |
| 3  | Witold Czerwiński      | w miejsce Wiktora Martin |
| 4  | Bronisław Hełczyński   |                          |
| 5  | Jan Kazimierski        | Sekretarz                |
| 6  | Wiktor Martin          | zmarł                    |
| 7  | Kazimierz Okulicz      |                          |
| 8  | Stanisław Pola         |                          |
| 9  | Antonina Płońska       |                          |
| 10 | Bohdan Podoski         | Wiceprzewodniczący       |
| 11 | Adam Pragier           | Przewodniczący           |
| 12 | Kazimierz Sabbat       |                          |
| 13 | Zygmunt Szadkowski     |                          |
| 14 | Bohdan Wendorff        | Sekretarz                |
| 15 | Franciszek Wilk        |                          |
| 16 | Janusz Zawadzki        |                          |
| 17 | Jerzy Zaleski          |                          |
| 18 | Kordian Józef Zamorski |                          |